# Bomb Disposal Officer: Baby Bomb
Pour plus de détails, voir Fiche technique et Distribution.
Bomb Disposal Officer: Baby Bomb (拆彈專家寶貝炸彈, Chai dan zhuan jia: Bao bei zha dan) est une comédie hongkongaise réalisée par Jamie Luk et sortie en 1994 à Hong Kong. Il raconte l'histoire de deux démineurs de la police de Hong Kong (Anthony Wong et Lau Ching-wan) qui ne savent pas lequel a mis enceinte une jeune femme (Esther Kwan (en)) tandis qu'un psychopathe pose des bombes dans toute la ville.
Elle totalise 3 488 953 HK$ de recettes à Hong Kong.

## Synopsis
À Pâques, une bombe explose dans un grand magasin . Au même moment, une femme mariée infidèle et son amant sont attachés à un engin explosif dans un entrepôt abandonné de Kowloon et les démineurs John Wu (Anthony Wong) et Peter Chan (Lau Ching-wan), colocataires et amis dans la vie, débarquent sur les lieux et réussissent à désamorcer la bombe. Le soir même, John et Peter boivent dans un bar et le premier perd une partie de jenga contre un autre client puis rencontre une jeune femme, Mary (Esther Kwan (en)), qui vient d'être larguée et jetée à la rue par son petit ami. John et Peter la laisse passer la nuit chez eux tout en essayant sans succès de profiter d'elle et lui loue finalement leur cellier. Le lendemain, lors du briefing au poste de police, Peter rapporte que les bombes trouvées récemment ont été fabriquées en utilisant la même marque de modèle tandis qu'il en déduit avec John que le terroriste est une personne qui n'est pas vraiment très compétente dans la fabrication d'explosifs et psychologiquement instable et qu'il pose des bombes pour attirer l'attention. Peter et John sont alors chargés d'écrire un rapport sur un cas présumé d'attentat à la bombe à l'Unité régionale de lutte contre le crime qui mettra en place une équipe spéciale pour traiter l'affaire. Mary, tout en travaillant à la distribution de dépliants pour le restaurant Galaxy, se fait voler son portefeuille, rencontre un groupe de chrétiens avec qui elle se lie d'amitié et les amène chez John et Peter le soir venu, tout en forçant les deux locataires à se joindre à leurs activités chrétiennes, comme faire une prière toute la nuit pour un camarade blessé à l'hôpital.
John et Peter arrivent au travail le lendemain malgré leur manque de sommeil et sont appelés dans un restaurant de Tsim Sha Tsui où encore une fois il désamorce avec succès une nouvelle bombe. Leur acte passe aux infos et le coupable, un employé d'une école, en est spectateur. Le soir, Mary a prévu d'inviter John et Peter à dîner au restaurant Galaxy car c'est son jour de paie, mais elle est renvoyée par son patron qui l'accuse de vol. Les deux démineurs s'en prennent alors à lui et saccagent son restaurant avant de se rendre dans un bar où John, Peter et Mary gagnent un pari de pressage un jus d'orange contre un autre client. Ils s'enivrent puis rentrent chez eux et s'endorment dans le même lit. Au réveil, ils craignent tous les deux d'avoir mis Mary enceinte, tandis que celle-ci décide de retourner au Canada pour éviter que les deux hommes ne tombent amoureux d'elle en même temps.
Après un certain temps, le chef de l'Unité régionale de lutte contre le crime décide de dissoudre l'équipe spéciale car le terroriste ne commet plus d'attentats pour le moment malgré les objections de Peter et John, et juste après, le chef ouvre un courrier qui explose et le blesse sérieusement. Par la suite, Mary revient du Canada et annonce être enceinte, mais John et Peter hésitent tous les deux à devenir père, alors Mary emménage avec leur voisin, Ken, mais ils la persuadent finalement de revenir chez eux après avoir été influencé par un collègue père d'un nouveau-né. Pendant ce temps, le terroriste pose une bombe dans un minibus dont la découverte par une passagère fait sursauter tout le monde et provoque le retournement du bus. Tout le monde parvient à en sortir sauf une mère et son enfant en bas âge, et John et Peter sont appelés sur les lieux où ils réussissent à secourir le bébé mais pas la mère avant l'explosion de la bombe. John maudit ensuite le terroriste directement devant la caméra d'un journaliste ce qui enrage le psychopathe qui regarde la télévision.
Peter et John amènent Mary à l'hôpital pour vérifier l'état de santé de son bébé avant d'arriver au travail et d'assister à l'explosion de leur département par une bombe envoyée par courrier. Les deux se précipitent alors pour empêcher Mary d'ouvrir un courrier dans leur maison mais heureusement, celui-ci ne contient pas de bombe et n'était qu'une lettre de sa mère. Cependant, Mary est soudainement sur le point d'accoucher et les deux l'emmènent à l'hôpital où elle est prise en otage par le terroriste déguisé en infirmière dans la salle de radiographie et qui l'attache à une bombe dont le déclencheur est lié à ses douleurs de grossesse. Peter et John pourchassent le psychopathe, qui prend une infirmière en otage avec une seringue avant que John ne se saisisse de lui et que le terroriste soit tué par un coup de feu. Peter travaille ensuite sur la bombe tandis que John aide Mary à accoucher. Après la naissance de son petit garçon, Peter la détache de la bombe et John prend sa place en utilisant son pouls pour maintenir la bombe stable puis la désamorce en coupant le fil rouge.

## Fiche technique
- Titre original : 拆彈專家寶貝炸彈
- Titre international : Bomb Disposal Officer: Baby Bomb
- Réalisation : Jamie Luk
- Scénario : Tony Leung Hung-wah et Law Kam-fai
- Musique : Healthy Poon et Cacine Wong
- Photographie : Jimmy Wong
- Montage : Wong Wing-ming et Mui Tung-lit
- Production : Tony Leung Hung-wah
- Société de production : Galaxy Films et Universe Film Production
- Société de distribution : Newport Entertainment
- Pays d'origine :  Hong Kong
- Langue : cantonais
- Genre : comédie
- Durée : 94 minutes
- Date de sortie :
  - Hong Kong : 3 septembre 1994

## Distribution
- Anthony Wong : John Wu
- Lau Ching-wan : Peter Chan
- Esther Kwan (en) : May Kwan
- Alexander Chan : le terroriste
- Joe Cheung : le chef de la police
- Stephen Chang : un joueur
- Parkman Wong : le policier père
- Lung Tin-sang : Ken
- Jamie Luk : l'officier Chow
- King Kong Lam (en) : un policier
- Wong Chi-keung
- Lee Wai-si : un policier
- Lee To-yue
- Foo Jing-wai
- Nelson Ngai
- Jimmy Wong : Ng San-kwai
- Ho Lin : la femme du chef de la police
- Chang Kin-yung : un policier